# Michał Konarski (zm. 1750)
Michał Konarski z Konar herbu Gryf (zm. w lutym 1750) – kasztelan sandomierski w 1740 roku, kasztelan wiślicki w latach 1731–1740, starosta bachtyński.
Był członkiem konfederacji generalnej zawiązanej 27 kwietnia 1733 roku na sejmie konwokacyjnym. Jako deputat podpisał pacta conventa Stanisława Leszczyńskiego w 1733 roku. W 1736 roku został wyznaczony senatorem rezydentem. Komisarz z Senatu na Trybunał Skarbowy Koronny w Radomiu w 1742 roku.
Pochowany w 1750 roku w kościele Franciszkanów Reformatów w Przemyślu.